# گمینا پوواوه
گمینا پوواوه (به لهستانی:  Gmina Puławy) یک گمینا در لهستان است که در شهرستان پوواو واقع شده‌است. گمینا پوواوه ۱۶۰٫۸۱ کیلومتر مربع مساحت و ۱۱٬۹۱۳ نفر جمعیت دارد.